# Michal Kvasnica
Michal Kvasnica (* 17. dubna 2000) je český hokejový útočník.

## Prvenství
- Debut v ČHL – 22. října 2017 (HC Oceláři Třinec proti HC Dukla Jihlava)

## Klubová statistika
| Sezóna   | Klub                 | Soutěž   |    | Základní část | Základní část | Základní část | Základní část | Základní část |   | Play off | Play off | Play off | Play off | Play off |
| Sezóna   | Klub                 | Soutěž   | Z  | G             | A             | B             | TM            | Z             | G | A        | B        | TM       |          |          |
| 2017-18  | HC Oceláři Třinec    | ČHL      | 1  | 0             | 0             | 0             | 0             | 7             | 0 | 0        | 0        | 0        |          |          |
| 2017-18  | HC Frýdek-Místek     | 1.ČHL    | 45 | 6             | 10            | 16            | 8             | —             | — | —        | —        | —        |          |          |
| 2018-19  | Portland Winterhawks | WHL      | 66 | 8             | 12            | 20            | 12            | 1             | 0 | 0        | 0        | 0        |          |          |
| 2019-20  | HC Frýdek-Místek     | 1.ČHL    | 21 | 2             | 1             | 3             | 4             | —             | — | —        | —        | —        |          |          |
| 2019-20  | Vancouver Giants     | WHL      | 38 | 9             | 11            | 20            | 8             | —             | — | —        | —        | —        |          |          |
| 2020-21  | Aqotec Orli Znojmo   | 2.ČHL    | 5  | 2             | 0             | 2             | 2             | —             | — | —        | —        | —        |          |          |
| 2020-21  | HC Fassa             | AlpsHL   | 15 | 2             | 2             | 4             | 2             | —             | — | —        | —        | —        |          |          |
| 2021-22  | Orli Znojmo          | ICEHL    | 46 | 7             | 5             | 12            | 13            | 6             | 0 | 2        | 2        | 0        |          |          |
| 2022-23  | FPS                  | Mestis   | 51 | 19            | 24            | 43            | 26            | —             | — | —        | —        | —        |          |          |
| 2023-24  | FPS                  | Mestis   | 16 | 2             | 6             | 8             | 27            | —             | — | —        | —        | —        |          |          |
| 2023-24  | HC 19 Humenné        | SHL      | 4  | 1             | 0             | 1             | 0             | —             | — | —        | —        | —        |          |          |
| 2023-24  | Kokkolan Hermes      | Mestis   | 9  | 1             | 4             | 5             | 12            | 12            | 1 | 3        | 4        | 6        |          |          |
| Celkem v | Celkem v             | Celkem v | 1  | 0             | 0             | 0             | 0             | 7             | 0 | 0        | 0        | 0        |          |          |

## Reprezentace
| Rok                       | Tým                       | Soutěž                    | Z  | G | A | B | TM |
| ------------------------- | ------------------------- | ------------------------- | -- | - | - | - | -- |
| 2017                      | Česko 18                  | MIH-18                    | 5  | 1 | 0 | 1 | 0  |
| 2018                      | Česko 18                  | MS-18                     | 7  | 2 | 2 | 4 | 2  |
| Juniorská kariéra celkově | Juniorská kariéra celkově | Juniorská kariéra celkově | 12 | 3 | 2 | 6 | 2  |